# Nuzi

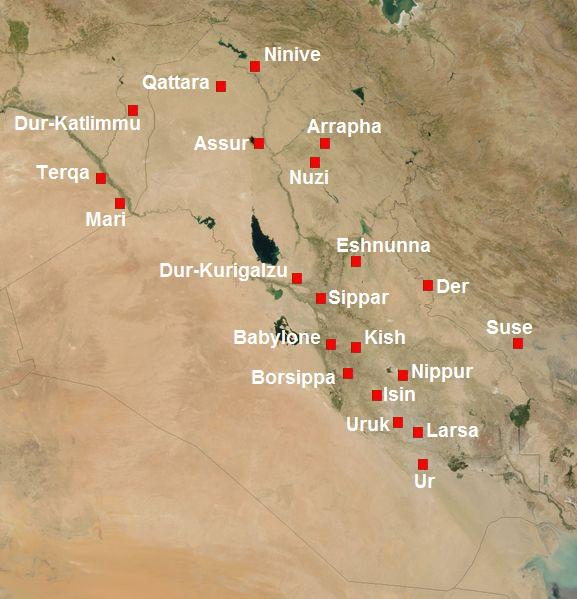
Mesopotamien 1000-talet f.Kr.

Nuzi var en forntida stad i den nuvarande kurdiska delen av norra Irak. Platsen heter numera Yorghan Tepe och ligger i närheten av staden Kirkuk.
Nuzi var en stad i det forntida riket Arrapha under det andra årtusendet f.Kr. Hurriter utgjorde majoriteten av befolkningen. Staden erövrades från Mitanni-riket av Assyrien, eller möjligen Babylonien, och förstördes omkring 1300 f.Kr.
Nuzi blev känt genom de utgrävningar som gjordes där på 1920- och 30-talet av amerikanska arkeologer. De viktigaste fynden från Nuzi var de arkiv med texter skrivna med kilskrift, vilka har studerats kontinuerligt sedan dess. Fynd gjorde även av dekorerade lerskärvor och den konstnärliga stilen kallas Nuzi-keramiken efter staden. Den har även återfunnits på andra fyndplatser och liknar den hurritiska Khabur-keramiken till stil och form. 